# 농지개혁법

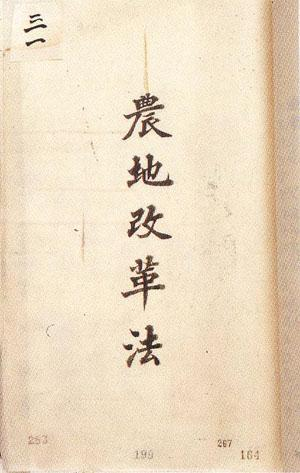
1950년 3월에 개정되어 공포된 농지개혁법안.

농지개혁법(農地改革法)은 1949년 6월 21일에 제헌국회에서 제정하여 농지를 농민에게 적절히 유상분배함으로써 자영농 육성과 농업생산력 증진으로 인한 농민생활의 향상목적으로 제정된 대한민국의 법안이다. 농지개혁법에 의한 농지 매수/분배사업은 미군정의 귀속농지 매각사업과 함께 대한민국 토지개혁의 주요 사업 중 하나였다. 당시 지주들은 농지개혁을 알고 있어서 농지개혁을 예상한 지주들이 소작권을 박탈하여 자작농으로 전환하거나 토지를 강매하여 사실상 소작을 자작으로 가장하기도 하였으며 현재도 확인할 수 있는 사학을 설립하거나 해서 대체로 집안이 안 좋았던 지주들이 큰 피해를 입었다.

## 배경 및 개요
조선 후기에 조정은 지방 지주세력에 대한 통제가 약해져 소작료가 수확량의 절반을 넘게 된 상황을 개탄하곤 하였다. 그러나, 일제강점기에는 소작료가 80%를 넘기는 경우까지 나타났다. 해방 이후, 1945년 11월 군정법령 제33호 '조선 내에 있는 일본인 재산의 취득에 관한 건'이 공포되면서 일본인의 개인재산 및 동양척식회사를 위시한 일본계 회사의 재산은 미군정 산하의 신한공사로 몰수 이관되어 관리되었다. 이때 신한공사는 소작료를 기존의 1/3 수준으로 부과하였다. 한편 미군정 당국은 귀속농지의 매각을 위해 1947년 대대적인 농업조사를 실시하였다.
1948년 3월 미군정은 군정법령 제173호 '귀속농지매각령' 및 동령 제174호 '신한공사해산령'을 공포하면서 2정보 미만의 소유상한을 두고 해당 귀속농지의 신한공사 소작농에게 우선적으로 불하하는 조치를 취하였다. 농지의 매각가격은 1년 생산량의 3배로 산정하여 매년 소출의 20%를 15년간 현물로 납부하도록 하였으며, 등기를 통해 소유권이 일본인에서 곧바로 한국인으로 이전되는 형태였다. 귀속농지의 매각사업은 1948년 3월에 신설된 미군정 산하의 중앙토지행정처에서 담당하였다.
당시 농지개혁문제는 농민들에게 있어서 관심이 높았었다. 당시 경제구조에서 농업이 차지하는 비중이 절대적이었고, 농민 절대다수가 소작농이었다. 이러한 만큼 농민들에게 있어서 '농지', '토지'에 있어서 가장 큰 관심이었지만, 미군정은 소작료 3분의 1로 낮추고 소작권 부활만 했을 뿐 구체적인 농지 및 근본적인 토지개혁에는 거의 지지부진했었고 오히려 미군정은 현상유지하기만을 원하면서 농지개혁에는 소극적이었기에 미비했다. 반면, 38선 이북에서는 일찍이 북조선 임시 인민위원회에서 1946년 토지 및 농지개혁이 토지상한선 5정보로 무상몰수, 무상분배되어 제도가 실시되었기에 대한민국에서의 늦은 농지 및 토지개혁은 농민들에게 있어 불만을 고조시키는 요인이 되었다.
1948년에 대한민국 정부가 수립되면서 농민들의 가장 큰 관심사는 농지개혁이었다. 농민들의 농지 및 토지개혁에 목소리가 높아지자, 제1공화국정부는 1949년에 농지개혁법을 제정하게 된다. 이 농지개혁법이 처음 제정되었을 당시 양측의 입장을 모두 부분적으로 반영하였으므로 지주세력이나 농민세력 모두 불만의 목소리가 있었다.
1950년 3월에 농지개혁법 개정안 및 동법 시행령, 같은 해 4월 농지개혁법 시행규칙이 공포되면서 법적, 제도적 기반이 마련되고, 같은 해 5월에 농지개혁법이 실시되었다. 농지개혁법에서도 미군정의 귀속농지 매각사업에서와 사실상 마찬가지로 해당 경지의 현소작인에게 우선적으로 불하하도록 하였으며, 농지소유 상한선 3정보와 거주지로부터 8km 이내라는 제한을 두었다. 귀속농지 매각사업에서와는 달리 1년 소출의 1.5배를 매각지가로 산정하여 매년 소출의 30%씩 5년간 균등 상환하도록 하였다. 그러나 한 달 여 후인 1950년 6월 25일에 한국전쟁이 발발함에 따라 농지개혁법의 전면 실시는 연기되었다. 1951년에는 귀속농지 특별조치법이 시행되면서 1948년 분배된 귀속농지도 농지개혁법의 상환조건을 준용하도록 하였다. 이렇게 되자 귀속농지와 매수농지의 분배 및 상환 업무를 별도로 할 필요가 없게 되었고, 1952년 4월 농림부 직제개정을 통해 기존의 농지국(내국)과 귀속농지관리국(외국)을 통합하여 농지관리국을 설치하여 농지개혁을 담당하게 하였다.
1953년이 되어서야 본격적으로 시행하여 개인에 불하하도록 실시하였다. 1950~1970년간 농지개혁법에 의해 매수/분배된 농지는 34만 2,365정보로 전국 농지 230만여 정보의 약 15%에 해당한다.
1994년에 '농지법'이 제정됨으로써 농지개혁법은 폐지되었다.

## 법안 본문 발췌
- 제1조. 본법은 헌법에 의거하여 농지를 농민에게 적절히 분배함으로써 농가경제의 자립과 농업생산력의 증진으로 인한 농민생활의 향상 내지 국민경제의 균형과 발전을 기함을 목적으로 한다.
- 제2조. 본법에서 농지는 전, 답, 과수원, 잡종지 기타 법적 지목 여하에 불구하고 실제 경작에 사용하는 토지현상에 의한다. 농지경영에 직접 필요한 지소, 농도, 수로 등은 당해 농지에 부속한다.

- 제3조. 본법에 있어 농가라 함은 가주 또는 동거가족이 농경을 주업으로 하여 독립생계를 영위하는 합법적 사회단위를 칭한다.
- 제4조. 본법 실시에 관한 사무는 농림부장관이 차를 관장한다. 본법의 원활하나 운영을 원조하기 위하여 중앙, 시, 도, 부, 군, 읍, 면, 동, 리 농지위원회를 설치한다.

- 제5조. 정부는 좌에 의하여 농지를 취득한다.

(1)좌의 농지는 정부에 귀속한다.

(1-1)법령 및 조약에 의하여 몰수 또는 국유로 된 농지.

(1-2)소유권자의 명의가 분명치 않은 농지.

(2)좌의 농지는 적당한 보상으로 정부가 매수한다.

(2-1)농가 아닌 자의 농지

(2-2)자경하지 않는 자의 농지, 단 질병, 공무, 취학 등 사유로 인하여 일시 이농한 자의 농지는 소재시 위원회의 동의로써 도지사가 일정기한까지 보류를 인허한다.

(2-3)본법 규정의 한도를 초과하는 부분의 농지

(2-4)과수원, 종묘포, 상전 등 숙근성 작물재배 토지를 3정  이상 자영하는 자의 소유인 숙근성 작물재배 이외 농지

- 제7조. 수매농지에 대한 평가는 정부에서 각 소재지 위원회의  의를 경하여 좌와 여히 정한다.

1. 각 시, 읍, 면 별로 각  지목별 표준 중농지를 선정하여 차의  본년작 주생산량의 15할을 당해 토지임대차 가격과 대비하여 당해 시, 읍, 면의 공통배율을 정하고 차에 의하여 동지구 내 각 지번별의 보상액을 정한다.
2. 농지의 상황변천 기타로 인하여 종전의 생산량 또는 임대차가격에 의거하기 곤란한 농지는 인근 유사농지에 준하거나 또는 기타 적당한 방법으로써 정한다.
3. 과수원, 종묘포, 숙근성 작물지는 시가에 의하여 별도 사정한다.
4. 개간, 간척 기타 특수지에 대하여는 그 실정을 심사하여 특별보상액을 첨가 작정한다.
5. 농지를 분배받은 빈농가와 농지를 정부에 수매당한 소지주에게 정부는 그 정상에 의하여 가격 2할 이내의 금액을 보조할 수 있다. 전 각호에 정한 보상액은 경히 동일 피상자의 총면적 및 가격고에 의한 체감률을 적용한다. 단 정부가 인정하는 육영, 교화, 학술 및 후생재단에 대한 보상에는 본항을 적용치 않고 또한 본항 체감액에 해당한 자본세약을 면제한다.(이하 중략...)

## 결과 및 영향

### 긍정적 시각
대토지 소유를 해체하고 자작농을 육성한 덕분에 산업 자본주의 발전을 가로막는 낡은 요소는 사라지고 새로운 경제 주역이 급성장했다. 지주 대신 자본가가 부상했고 자기 땅을 일구게 된 농가에서는 높은 교육 수준을 갖춘 미래의 노동자들이 배출됐다.
농민의 농지소유 충족감으로 사회가 안정되었고, 경작자에게 농지를 소유하게 함으로써 성실하게 영농을 하고 농토를 가꾸게 하였으며, 농민들을 고율소작료에서 해방시킴으로써 생활에 의욕을 불러 일으켰다. 농지 개혁에 어느 정도 성공한 한국, 일본, 대만과 이에 실패해 봉건적 대토지 소유관계가 잔존하는 라틴아메리카와 동남아시아의 산업화 정도가 이의 중요성을 증명한다. 일각에서는 농지 개혁으로 남한 사람들의 동요를 막아 한국전쟁이 발발했음에도 공산화를 방지하는 결과를 낳았다고 평한다.

### 부정적 시각
한계로서는 이에 수반한 정부의 초기 경제 정책이 미흡했다는 점이 있다. 1950년부터 시행된 이 농지개혁은 분배 조건이 지나치게 까다로웠으며, 설령 토지를 불하받은 농민이라 하더라도 원조물자로 인한 곡물값 폭락으로 쌀 가격이 생산비를 턱없이 밑도는 상황에서, 빈농의 생활을 면할 수 없었다는 것이 한계를 지니고 있다. 농가 부채가 1960년대 및 1970년대를 지나면서 계속 증가하였으며, 1970년도 중반에 고미가정책으로 하락한 경우를 제외하면 소작농 호수 및 소작농은 계속 증가 추세를 보여 오랫동안 농가경제의 자립성이 이루어지지 않았다는 시각이 있다.
농지개혁법이 통과되어 불하를 시행하기 이전에 미리 소식을 들었던 일부 지주들은 토지를 빈농에게 강매하였으며, 빈농에게 다시 토지를 구매하여 신흥지주계급으로 바뀌는 이들도 있었다. 그리고 정부의 의도인 '토지자본에서의 산업자본의 전환'과는 달리 토지채권의 값은 턱없이 낮아 지주에서 자본가로 전환한 계층은 원래부터 좋은 집안 사람들이 많았다. 과거의 평가론 전반적으로 보아 법 제정 이후의 농지개혁은 비록 법의 테두리 안에서 이루어진 것이 절반 수준밖에 되지 않았다.
또한 개혁이 실시된 뒤 10여 년이 넘도록 농업생산력은 일제 때의 그것에 비해 크게 증가하지 못해 토지개혁이 농업생산력을 증진했다고는 볼 수 없다.

## 같이 보기
- 신한공사
- 귀속재산처리법
- 토지개혁
- 조봉암
- 강정택
- 농지법: 현재 대한민국에서 농지에 대한 법

## 참고 자료
- 《사진과 그림으로 보는 한국현대사》, 역사문제연구소 저.